# Victorio
Victorio (c. 1825 Chihuahua – 14. října 1880 Tres Castillos) byl apačský náčelník. Byl známý také pod bělošským jménem Pedro Cedillo nebo pod indiánským Bidu-ya. Podle historicky neověřeného vyprávění byl původem mestic a žil na ranči, odkud ho jako dítě unesli Čirikavové. Jeho mladší sestrou byla šamanka Lozen.
Zachovala se smlouva z roku 1853, v níž je Victorio uveden jako náčelník kmene Warm Springs. Jeho tchánem byl Mangas Coloradas. Victorio se stal spolu s Geronimem a Cochisem významnou postavou apačských válek. V roce 1862 se zúčastnil boje domorodců proti Kalifornské koloně v průsmyku Apache Pass. Roku 1869 se dohodl s americkými úřady a usadil se v indiánské rezervaci v Teritorium Arizona. Pro nepříznivé životní podmínky odtud v roce 1877 uprchl a vstoupil znovu na válečnou stezku. Se skupinou asi dvou set bojovníků vedl partyzánskou válku proti americké i mexické armádě a přepadal pohraniční osady. Proslul mimořádnými strategickými schopnostmi i nemilosrdnou brutalitou, je mu mj. připisován masakr 41 osadníků v Almě v dubnu 1880. O půl roku později zahynul v bitvě u Tres Castillos proti jednotce mexického plukovníka Joaquína Terrazase. Podle jedné verze byl zastřelen tarahumarským vojákem, podle jiné se sám zabil, aby ho nepřátelé nechytili živého. Jeho nástupcem v čele kmene se stal Nana.
Postava Victoria se objevuje ve westernových filmech Hondo (1953), kde ho hrál Michael Pate, a Apache Rifles (1964), kde ho hrál Joseph Vitale, a v komiksu Jeana Girauda Blueberry. Jeho jméno nese hora Victorio Peak ve státě Nové Mexiko. Ve městě Chihuahua stojí Victoriova jezdecká socha.